# Australia Cup 2025
Der Australia Cup 2025 ist die vierte Austragung des australischen Fußball-Pokalwettbewerbs der Männer unter diesem Namen und die elfte insgesamt. Die Saison begann am 22. Juli 2025 und soll im Oktober 2025 mit dem Finale enden. Titelverteidiger ist der Macarthur FC. Insgesamt nehmen 718 Fußballmannschaften an dem Wettbewerb teil. 32 Mannschaften erreichen die erste Hauptrunde, darunter elf der 13 Klubs der A-League Men 2024/25 sowie 21 unterklassige Klubs, die sich in den regionalen Qualifikationsrunden durchsetzen müssen.

## Teilnehmer
In den verschiedenen regionalen Qualifikationsrunden treten mehrere hundert Mannschaften an, um sich für einen von 21 zu vergebenden Hauptrundenplätze zu qualifizieren. Die besten neun Teams der A-League Men 2024/25 sind für die Hauptrunde gesetzt. Zwei weitere Plätze wurden durch Play-off-Spiele zwischen den verbleibenden vier A-League-Mannschaften ermittelt.
Alle neun Regionalverbände des australischen Fußballverbandes trugen Qualifikationsrunden aus. Die Verteilung der Qualifikationsplätze pro Regionalverband verändert sich leicht im Vergleich zur Vorsaison. New South Wales, Queensland und Victoria erhalten je vier, Northern New South Wales, South Australia und Western Australia je zwei, das Australian Capital Territory, das Northern Territory und Tasmania je einen Platz.
| A-League Men die besten 9 Vereine der Saison 2024/25 | A-League Men die besten 9 Vereine der Saison 2024/25 | A-League Play-off-Sieger |
| Adelaide United Auckland FC Macarthur FC (TV) Melbourne City FC Melbourne Victory | Newcastle United Jets Sydney FC Western United Western Sydney Wanderers | Perth Glory Wellington Phoenix |
| Sieger der Qualifikationsrunden 21 Sieger der 9 Landesverbände der FFA | | |
| - Australian Capital Territory Canberra Croatia (II) - New South Wales APIA Leichhardt FC (II) Northern Tigers (III) SD Raiders (III) Sydney United (II) - Northern New South Wales Cooks Hill United (II) Weston Bears (II) | - Northern Territory Darwin Olympic (II) - Queensland Brisbane City FC (II) Gold Coast Knights (II) Olympic FC (II) Peninsula Power (II) - South Australia Adelaide Croatia Raiders (II) North Eastern MetroStars (II) | - Tasmania South Hobart FC (II) - Victoria Avondale FC (II) Heidelberg United (II) Nunawading City (IV) South Melbourne FC (II) - Western Australia Olympic Kingsway (II) Stirling Macedonia (II) |

## Erste Hauptrunde
Die Begegnungen der ersten Hauptrunde wurden am 25. Juni 2025 ausgelost. In der Klammer ist die jeweilige Ligaebene angegeben, in der der Verein in der Saison 2024/25 spielte.
| Datum                 |                               | Ergebnis                         |                               | Austragungsort                     |
| --------------------- | ----------------------------- | -------------------------------- | ----------------------------- | ---------------------------------- |
| 22.07.2025, 19:00 Uhr | Darwin Olympic (II)           | 0:9 (0:6)                        | Nunawading City (IV)          | Darwin Football Stadium, Darwin    |
| 22.07.2025, 19:30 Uhr | Peninsula Power (II)          | 0:3 (0:3)                        | Western Sydney Wanderers (I)  | A. J. Kelly Park, Brisbane         |
| 22.07.2025, 19:30 Uhr | Avondale FC (II)              | 5:1 (0:0)                        | Stirling Macedonia (II)       | Green Gully Reserve, Melbourne     |
| 23.07.2025, 19:00 Uhr | Adelaide Croatia Raiders (II) | 2:3 (1:1)                        | Cooks Hill United (II)        | Croation Sports Centre, Adelaide   |
| 23.07.2025, 19:30 Uhr | Northern Tigers (III)         | 0:1 (0:1)                        | Sydney United (II)            | Leichhardt Oval, Sydney            |
| 23.07.2025, 19:30 Uhr | Heidelberg United (II)        | 2:0 (1:0)                        | Weston Bears (II)             | Olympic Park, Melbourne            |
| 23.07.2025, 19:30 Uhr | South Hobart FC (II)          | 1:2 (1:2)                        | South Melbourne FC (II)       | KGV Park, Hobart                   |
| 27.07.2025, 15:00 Uhr | Perth Glory (I)               | 1:1 n. V. (1:1, 0:1) (7:8 i. E.) | Wellington Phoenix (I)        | Sam Kerr Football Centre, Perth    |
| 29.07.2025, 19:00 Uhr | Olympic Kingsway (II)         | 4:3 n. V. (3:3, 1:2)             | Melbourne Victory (I)         | Kingsway Reserve, Perth            |
| 29.07.2025, 19:30 Uhr | SD Raiders (III)              | 0:5 (0:2)                        | Macarthur FC (I)              | Fairfield Showground, Sydney       |
| 29.07.2025, 19:30 Uhr | Gold Coast Knights (II)       | 0:4 (0:3)                        | Auckland FC (I)               | Croatian Sports Centre, Gold Coast |
| 29.07.2025, 19:30 Uhr | Western United (I)            | 0:1 (0:0)                        | Sydney FC (I)                 | Ironbark Fields, Melbourne         |
| 30.07.2025, 19:30 Uhr | Brisbane City FC (II)         | 2:0 (0:0)                        | Olympic FC (II)               | Spencer Park, Brisbane             |
| 30.07.2025, 19:30 Uhr | Newcastle United Jets (I)     | 2:1 (1:1)                        | Adelaide United (I)           | Maitland Sportsground, Maitland    |
| 30.07.2025, 19:30 Uhr | Canberra Croatia (II)         | 0:4 (0:2)                        | North Eastern MetroStars (II) | Deakin Stadium, Canberra           |
| 30.07.2025, 19:30 Uhr | APIA Leichhardt FC (II)       | 2:0 (1:0)                        | Melbourne City FC (I)         | Leichhardt Oval, Sydney            |

## Zweite Hauptrunde
Die Begegnungen der zweiten Hauptrunde wurden am 30. Juli 2025 ausgelost. In der Klammer ist die jeweilige Ligaebene angegeben, in der der Verein in der Saison 2024/25 spielte.
| Datum                 |                               | Ergebnis                         |                              | Austragungsort                      |
| --------------------- | ----------------------------- | -------------------------------- | ---------------------------- | ----------------------------------- |
| 10.08.2025, 15:00 Uhr | Sydney United (II)            | 0:2 (0:1)                        | Sydney FC (I)                | Sydney United Sports Centre, Sydney |
| 10.08.2025, 15:00 Uhr | Nunawading City (IV)          | 0:1 (0:0)                        | Wellington Phoenix (I)       | Nasiol Stadium, Melbourne           |
| 11.08.2025, 19:30 Uhr | North Eastern MetroStars (II) | 0:2 (0:1)                        | Macarthur FC (I)             | T. K. Shutter Reserve, Adelaide     |
| 12.08.2025, 19:30 Uhr | Heidelberg United (II)        | 3:0 (2:0)                        | Western Sydney Wanderers (I) | Olympic Park, Melbourne             |
| 12.08.2025, 19:30 Uhr | Brisbane City FC (II)         | 1:1 n. V. (1:1, 0:0) (4:3 i. E.) | Olympic Kingsway (II)        | Spencer Park, Brisbane              |
| 13.08.2025, 19:30 Uhr | Cooks Hill United (II)        | 0:5 (0:2)                        | Newcastle United Jets (I)    | No. 2 Sportsground, Newcastle       |
| 13.08.2025, 19:30 Uhr | South Melbourne FC (II)       | 0:3 (0:1)                        | Auckland FC (I)              | Lakeside Stadium, Melbourne         |
| 13.08.2025, 19:30 Uhr | Avondale FC (II)              | 3:1 (2:1)                        | APIA Leichhardt FC (II)      | Green Gully Reserve, Melbourne      |

## Viertelfinale
Die Begegnungen des Viertelfinales wurden am 30. Juli 2025 ausgelost. In der Klammer ist die jeweilige Ligaebene angegeben, in der der Verein in der Saison 2024/25 spielte.
| Datum                 |                           | Ergebnis  |                        | Austragungsort                  |
| --------------------- | ------------------------- | --------- | ---------------------- | ------------------------------- |
| 19.08.2025, 19:30 Uhr | Heidelberg United (II)    | 4:0 (1:0) | Wellington Phoenix (I) | Olympic Park, Melbourne         |
| 20.08.2025, 19:30 Uhr | Avondale FC (II)          | VF 2      | Brisbane City FC (II)  | Green Gully Reserve, Melbourne  |
| 23.08.2025, 19:30 Uhr | Sydney FC (I)             | VF 3      | Auckland FC (I)        | Jubilee Oval, Sydney            |
| 24.08.2025, 16:00 Uhr | Newcastle United Jets (I) | VF 4      | Macarthur FC (I)       | Maitland Sportsground, Maitland |

## Halbfinale
Die Begegnungen des Halbfinales wurden am 30. Juli 2025 ausgelost. In der Klammer ist die jeweilige Ligaebene angegeben, in der der Verein in der Saison 2024/25 spielte.
| Datum          |                        | Ergebnis |             | Austragungsort |
| -------------- | ---------------------- | -------- | ----------- | -------------- |
| 13.–14.09.2025 | Heidelberg United (II) |          | Sieger VF 3 |                |
| 13.–14.09.2025 | Sieger VF 2            |          | Sieger VF 4 |                |

## Beste Torschützen
Nachfolgend sind die besten Torschützen der Pokalsaison (ohne Qualifikation) aufgeführt. Bei gleicher Anzahl an Toren sind die Spieler alphabetisch sortiert.
| Rang                   | Spieler           | Verein                   | Tore |
| ---------------------- | ----------------- | ------------------------ | ---- |
| 1                      | Manyluak Aguek    | Avondale FC              | 3    |
|                        | Stuart Edgar      | Nunawading City          | 3    |
|                        | Jesse Randall     | Auckland FC              | 3    |
| 4                      | Josh Benson       | Cooks Hill United        | 2    |
|                        | Max Bisetto       | Heidelberg United        | 2    |
|                        | Liam Boland       | Olympic Kingsway         | 2    |
|                        | Ben Gibson        | Newcastle United Jets    | 2    |
|                        | Chris Ikonomidis  | Macarthur FC             | 2    |
|                        | Bul Juach         | Heidelberg United        | 2    |
|                        | Seiya Kambayashi  | APIA Leichhardt FC       | 2    |
|                        | Boschidar Kraew   | Western Sydney Wanderers | 2    |
|                        | Alex Kubenko      | Nunawading City          | 2    |
|                        | Bernardo Oliveira | Macarthur FC             | 2    |
|                        | Daniel Wilmering  | Newcastle United Jets    | 2    |
|                        | Asahi Yokokawa    | Heidelberg United        | 2    |
| Stand: 19. August 2025 |                   |                          |      |